# Scherrzither

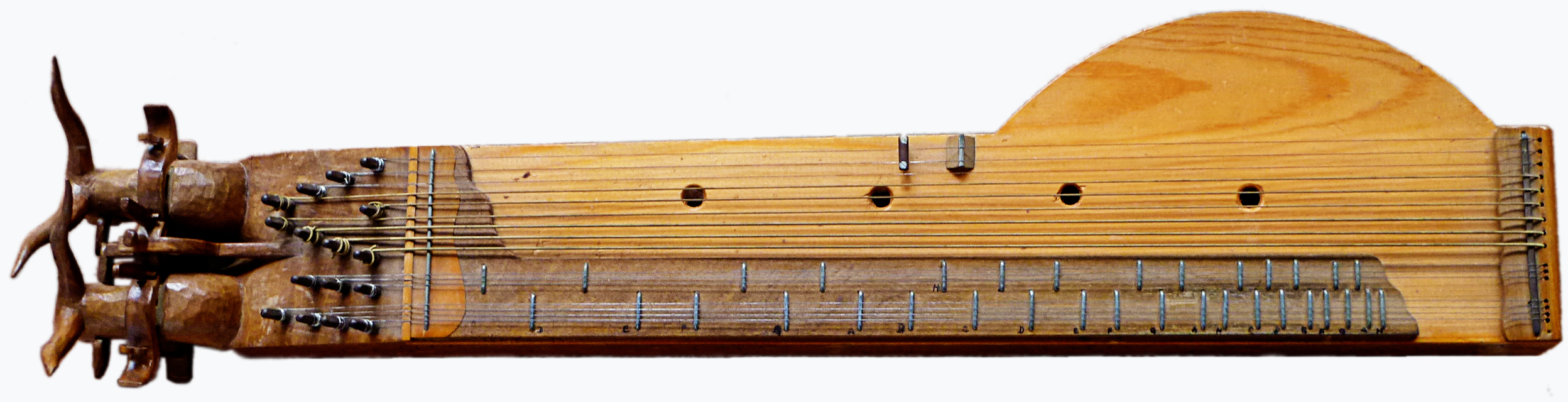
Scherrzither

Die Scherrzither, auch Kratzzither oder Schlagzither ist ein altes bäuerliches Saiteninstrument, das zu den Kastenzithern gehört und in der alpenländischen Volksmusik verwendet wird. Insbesondere wird das Spiel mit der Scherrzither im Allgäu, im benachbarten Vorarlberger und Tiroler Raum, sowie in Oberbayern gepflegt. Die schmale Form der Scherrzither gehört wie das ältere Scheitholt zu den Bordunzithern, eine Variante mit einem breiter ausgebauchten Korpus besitzt keine Bordunsaiten.
Regionale Bezeichnungen sind Raffele in Tirol, Zwecklzither in Vorarlberg und Scharr im Werdenfelser Land. In Norddeutschland und Teilen Skandinaviens wird ein ähnliches Instrument Hummel genannt.

## Herkunft
Die Scherrzither ist eine Weiterentwicklung des mittelalterlichen Scheitholt und eine von vielen frühen Zitherformen. Sie ist als eine Vorstufe der heutigen Konzertzither zu sehen. Im Allgäu kann die Verwendung der Scherrzither bereits im Jahr 1675 nachgewiesen werden. Ferner wird über das Instrument in alten Schriften vom Anfang des 19. Jahrhunderts geschrieben, wie mit ihm in der Bauernstube oder auf der Sennhütte zum Tanz aufgespielt wurde. Es existieren noch Scherrzithern, beispielsweise im Oberstdorfer Heimatmuseum, die um das Jahr 1800 datiert werden können.

## Bauform
Die Scherrzither besteht aus einem Resonanzkasten mit der Form eines im Wesentlichen einseitig asymmetrisch ausgebauchten und abgerundeten Rechtecks und einem daran befestigten Griffbrett mit diatonisch angeordneten Bünden. Darauf sind zwei gleichklingende Metallsaiten gespannt. Eine oder mehrere Saiten neben dem Griffbrett schwingt oder schwingen als Bordunton mit. Insbesondere alte Instrumente sind mitunter in Form und Aussehen relativ verschieden, da sie nicht nach einem einheitlichen Plan gefertigt wurden.
Die diatonische Anordnung der Bünde lässt nur ein Spielen in bestimmten Tonarten zu. Um Melodien mit anderen Tonarten spielen zu können, baute man früher gelegentlich Zwillings- oder Drillingszithern mit mehr als nur einem Griffbrett.
Mit den Fingern der linken Hand wird auf dem Griffbrett die Melodie ein- oder mehrstimmig gegriffen, während die rechte Hand mittels eines Plektrums in rhythmischen Anschlagbewegungen über die Saiten streicht. Dabei entsteht bei schnelleren Handbewegungen ein markanter, tremoloartiger Klang.
Die Scherrzither besitzt im Unterschied zur Normalzither keine Freisaiten (Begleitsaiten). Die fehlende Begleitung wird daher von einem zweiten Instrument übernommen, meist von einer Gitarre oder Bassgitarre.

## Spielweise
Im Allgäu war das Spiel mit der Scherrzither Anfang des 20. Jahrhunderts beinahe ausgestorben. Zu dieser Zeit wird in Oberstdorf noch von einem Mann berichtet, der das Instrument beherrschte. Er hieß August Bader, oder, wie er von den Leuten genannt wurde, Gorers Gustl, ein Sennhirte und Holzer. Wäre der 18-jährige Max Schraudolf nicht zufällig diesem August Bader begegnet, wäre die Scherrzither wohl nur noch im Museum zu finden. Denn Schraudolf begeisterte sich sofort für das beinahe ausgestorbene Instrument, lernte es spielen und setzte sich für den Rest seines Lebens dafür ein, sodass es heute wieder im ganzen Allgäu gespielt wird. Einen weiteren Beitrag für die heutige Verbreitung dieses Instruments leistete Michael Bredl.
Neben mehreren Scherrzither-Duos und Trios finden sich heute auch überregional bekannte Volksmusik-Ensembles, die die Scherrzither in ihrem Instrumentarium haben, wie beispielsweise die Fraunhofer Saitenmusik.

## Raffele

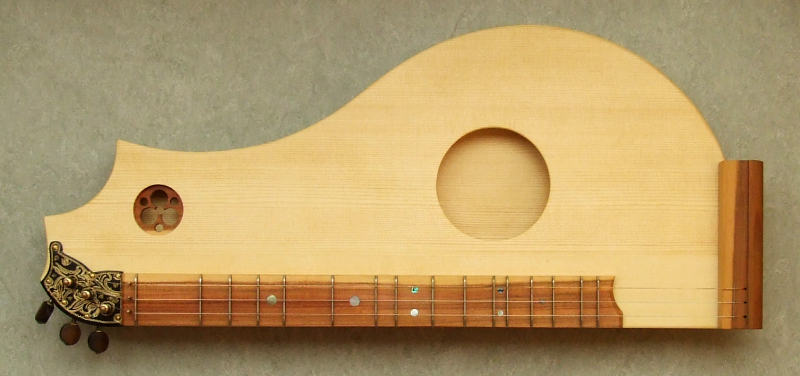
Raffele, gebaut 2013

Eine in Tirol verbreitete Variante der Scherrzither ist das etwas größere Raffele, auch Raffelzither genannt. Während es bei den historischen Bauformen eine große Variationsbreite gibt, haben heutige Raffelzithern meist drei Spielsaiten (zwei a’ und eine d’ Saite) und keine Bordunsaiten. Das Raffele erkennt man auch an einer etwas gleichmäßigeren Ausbuchtung am Resonanzkasten.
Im Burggrafenamt (Südtirol) ist eine viersaitige Variante verbreitet (zwei a’, eine d’ und eine g’ Saite) mit einem zusätzlichen chromatischen Bund (2. von links). Diese Bauweise wurde wesentlich von der Musiklehrerin Marianne Elsler geprägt, um die eingeschränkten Spielmöglichkeiten der dreisaitigen Bauform zu erweitern.